# Marcus Atilius Regulus (Konsul 267 v. Chr.)

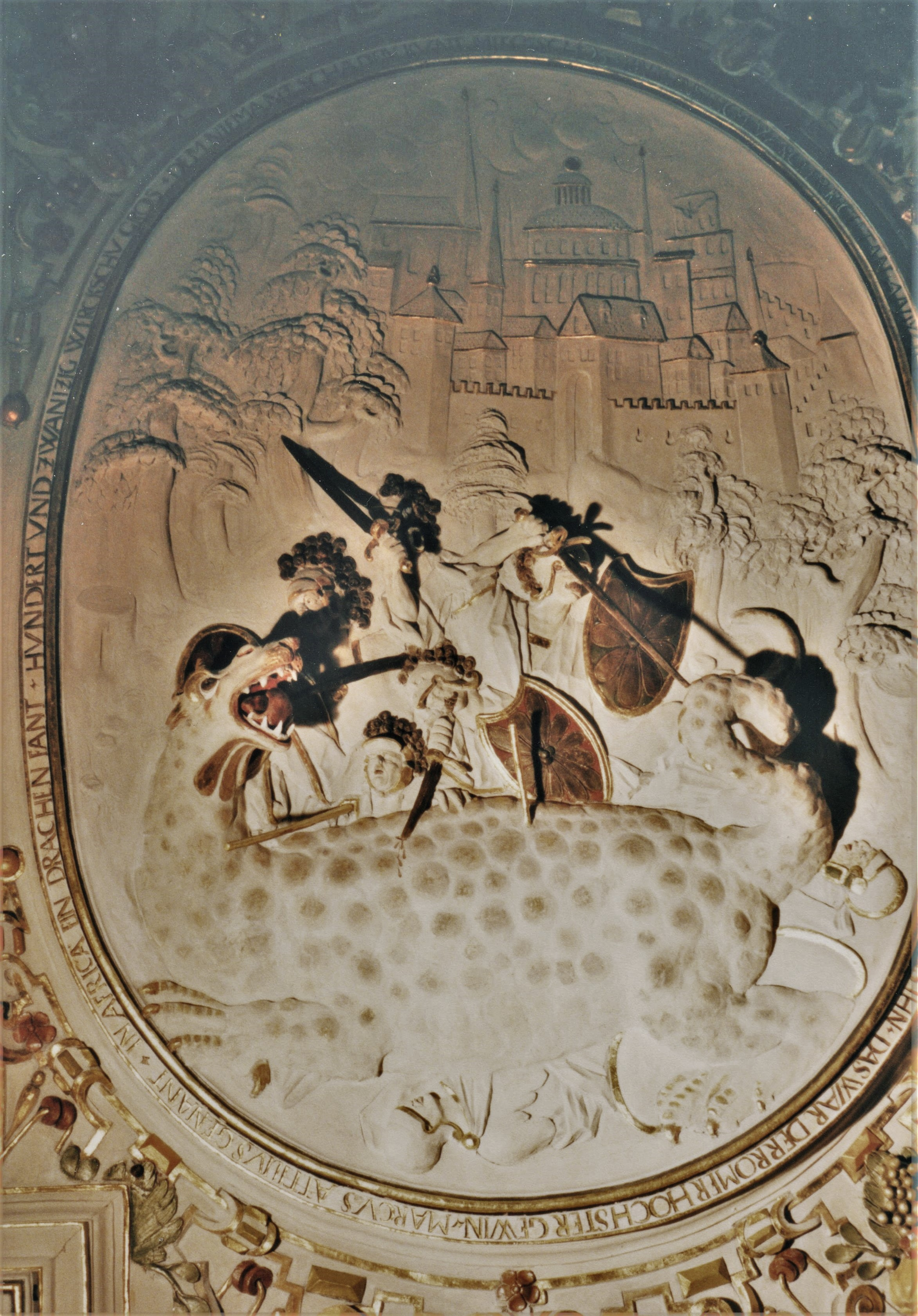
Marcus Atilius Regulus im Kampf mit der sagenhaften Riesenschlange

Marcus Atilius Regulus († um 250 v. Chr.) war ein römischer Politiker und Feldherr während des Ersten Punischen Krieges.
Regulus war Konsul 267 v. Chr., besiegte die Sallentiner in Unteritalien und eroberte Brundisium (Brindisi). Während des Krieges zwischen Rom und Karthago wurde er 256 v. Chr. wieder zum (Suffekt)-Konsul gewählt und setzte mit einer Flotte nach Nordafrika über, um die Karthager in ihrer Heimat zu bedrohen. Eine karthagische Flotte, die sich ihm in den Weg stellte, schlug er gemeinsam mit seinem Mitkonsul Lucius Manlius Vulso Longus in der Schlacht am Kap Ecnomus vor der Küste Siziliens. In Afrika konnte Regulus zunächst einige Erfolge gegen die Karthager erringen, bis sie sein Heer mit Hilfe des Spartaners Xanthippus vernichtend schlugen. Regulus wurde gefangen genommen.
Mehrere antike Autoren (vor allem Marcus Tullius Cicero und Titus Livius) berichten, dass Regulus auf Ehrenwort freigelassen und als Unterhändler nach Rom geschickt wurde; dort habe er den Senat entgegen seinem Auftrag aufgefordert, den Kampf fortzusetzen, sei pflichtgetreu nach Karthago zurückgekehrt und dort getötet worden. Ob sich dies wirklich so zugetragen hat, lässt sich kaum feststellen. Andere Autoren (z. B. Diodor) erwähnen nur, dass Regulus in Gefangenschaft starb und seine Witwe Marcia sich an karthagischen Gefangenen rächte. In der Fassung von Cicero und Livius erscheint Regulus als Verkörperung klassischer Römertugenden, weil er die res publica über sein persönliches Wohlergehen stellte.

## Nachwirkung
Der englische Maler William Turner fertigte 1828 ein Gemälde an, das er aus Sicht des erblindenden Regulus malte. Dies geht auf eine Version der Geschichte zurück, der zufolge Regulus von den Karthagern die Augenlider entfernt wurden.